# Rhabderemia intexta
Rhabderemia intexta är en svampdjursart som först beskrevs av Carter 1876.  Rhabderemia intexta ingår i släktet Rhabderemia och familjen Rhabderemiidae. Inga underarter finns listade i Catalogue of Life.